# Epimetra
Epimetra is een geslacht van haarsterren uit de familie Colobometridae.

## Soort
- Epimetra nympha A.H. Clark, 1911